# UFC 4
UFC 4: Revenge of the Warriors è stato un evento di arti marziali miste (MMA) organizzato dall'Ultimate Fighting Championship (UFC) il 16 dicembre 1994, al padiglione dell'Expo Center di Tulsa, Oklahoma, Stati Uniti. L'evento è stato visto dal vivo su pay-per-view e successivamente pubblicato su home video.

## Retroscena
Come al solito, praticamente tutti gli artisti marziali di qualsiasi importanza sono stati contattati dai promotori dell'evento. L'altro modo in cui reclutavano era quello che in seguito divenne noto come le "lettere di sfida di Royce". Anche Mike Tyson è stato "sfidato" da Royce Gracie mentre era in prigione.

## Storia
UFC 4 utilizzava un formato torneo a otto giocatori, con il vincitore che riceveva $ 64.000. L'evento prevedeva anche tre combattimenti alternativi. Tutti e sette gli incontri del torneo sono stati mostrati nella trasmissione live pay-per-view, così come l'incontro alternativo tra Jason Fairn e Guy Mezger.
Il torneo non aveva classi di peso o limiti di peso. Ogni incontro non aveva limiti di tempo o round, quindi per la notte non sono stati utilizzati giudici. L'arbitro della serata era "Big" John McCarthy. Royce Gracie ha vinto l'evento sconfiggendo Dan Severn con una strozzatura triangolare. La carta raffigurava anche il famigerato combattimento tra Keith Hackney e Joe Son; Hackney ha vinto per sottomissione dopo aver sferrato una serie di colpi senza risposta all'inguine di Joe Son.
L'annunciatore Play-by-play[Bruce Beck e il commentatore a colori Jeff Blatnick sono stati accoppiati insieme per la prima volta nel pay-per-view e sono diventati la squadra regolare di commentatori su UFC trasmette fino a UFC 15 incluso. A loro si è unito il collaboratore abituale Jim Brown.

## Risultati
- Eventuale ripescaggio nel torneo:  Guy Mezger contro  Jason Fairn

Mezger sconfisse Fairn per KO tecnico (stop dall'angolo) a 2:13.
- Eventuale ripescaggio nel torneo:  Marcus Bossett contro  Eldo Dias Xavier

Bossett sconfisse Dias Xavier per KO a 4:55.
- Eventuale ripescaggio nel torneo:  Joe Charles contro  Kevin Rosier

Charles sconfisse Rosier per sottomissione (armbar) a 0:14.
- Quarti di finale del torneo:  Dan Severn contro  Anthony Macias

Severn sconfisse Macias per sottomissione (Rear-Naked Choke) a 1:45.
- Quarti di finale del torneo:  Steve Jennum contro  Melton Bowen

Jennum sconfisse Bowen per sottomissione (armbar) a 4:47. Jennum non poté proseguire con il torneo a causa di un infortunio e venne sostituito da Bossett.
- Quarti di finale del torneo:  Keith Hackney contro  Joe Son

Hackney sconfisse Son per sottomissione (Arm-Triangle Choke) a 2:44.
- Quarti di finale del torneo:  Royce Gracie contro  Ron van Clief

Gracie sconfisse van Clief per sottomissione (Rear-Naked Choke) a 3:59.
- Semifinale del torneo:  Dan Severn contro  Marcus Bossett

Severn sconfisse Bossett per sottomissione (Rear-Naked Choke) a 0:52.
- Semifinale del torneo:  Royce Gracie contro  Keith Hackney

Gracie sconfisse Hackney per sottomissione (armlock) a 5:32.
- Finale del torneo:  Royce Gracie contro  Dan Severn

Gracie sconfisse Severn per sottomissione (Triangle Choke) a 15:49 e vinse il torneo UFC 4.